# Petri Lindroos
Petri Lindroos (* 10. ledna 1980, Espoo, Finsko) je kytarista a zpěvák skupiny Ensiferum a bývalý člen skupiny Norther.

## Životopis
Když bylo Petrimu 14 let, začal hrát na kytaru. V roce 1996 založil melodic death metalovou skupinu Norther s bubeníkem Tonim Halliem. V roce 2004 se připojil ke skupině Ensiferum hrající folk metal/viking metal a stal se jejím hlavním vokalistou, souběžně také stále pokračoval v účinkování ve skupině Norther. Tak to trvalo až do 3. března 2009, kdy opustil skupinu Norther a začal se věnovat naplno Ensiferum. Petri později prohlásil, že by ve své bývalé skupině zůstal, ovšem byl vyloučen jejími členy. S Norther vydal pět alb a tři EP.

## Diskografie

### Norther
- 2000: Warlord (demo)
- 2002: Dreams of Endless War
- 2003: Mirror of Madness
- 2004: Death Unlimited
- 2005: Solution 7 (EP)
- 2006: Till Death Unites Us
- 2007: No Way Back (EP)
- 2008: N

### Ensiferum
- 2006: Dragonheads (EP)
- 2007: Victory Songs
- 2009: From Afar
- 2012:  Unsung Heroes
- 2015: One Man Army
- 2017: Two Paths
- 2020: Thalassic